# Medal Gloria Intrepidis et Animi Promptis
Medal „Gloria Intrepidis et Animi Promptis" (łac. Chwała Ofiarnym i Nieustraszonym) – polskie odznaczenie kościelne Ordynariatu Polowego WP (literalnie „Delegata Konferencji Episkopatu Polski ds. Duszpasterstwa Policji”), przyznawane przedstawicielom służb mundurowych, którzy jako słudzy ładu społecznego i bezpieczeństwa dają odważne świadectwo wartościom takim jak prawda, bohaterstwo i sprawiedliwość.
Medal ustanowił w 2008 ówczesny biskup polowy WP Tadeusz Płoski. Pomysłodawcą nazwy medalu był prof. Jerzy Wojtczak-Szyszkowski.